# Mangalore Airport (flygplats i Australien)
Mangalore Airport är en flygplats i Australien. Den ligger i kommunen Strathbogie och delstaten Victoria, omkring 100 kilometer norr om delstatshuvudstaden Melbourne. Mangalore Airport ligger 140 meter över havet.
Runt Mangalore Airport är det mycket glesbefolkat, med 4 invånare per kvadratkilometer.. Närmaste större samhälle är Seymour, omkring 16 kilometer söder om Mangalore Airport. 
Trakten runt Mangalore Airport består till största delen av jordbruksmark. Genomsnittlig årsnederbörd är 778 millimeter. Den regnigaste månaden är februari, med i genomsnitt 101 mm nederbörd, och den torraste är november, med 39 mm nederbörd.